# Panzeria fulgida
Panzeria fulgida är en tvåvingeart som beskrevs av Zimin 1957. Panzeria fulgida ingår i släktet Panzeria och familjen parasitflugor. Inga underarter finns listade i Catalogue of Life.